# Sa’id ibn Tajmur
Sa’id ibn Tajmur (ur. 13 sierpnia 1910 w Maskacie, zm. 19 października 1972 w Londynie) – sułtan Omanu w latach 1932–1970. W roku 1970 został obalony przez swojego syna Kabusa ibn Sa’ida. Był też sułtanem Maskatu. Wszystkie funkcje przejął po nim jego syn. 
Pochowany został na Brookwood Cemetery w hrabstwie Surrey, w Anglii.